# Професионална гимназия по електротехника и електроника „Никола Вапцаров“
Професионална гимназия по електротехника и електроника „Никола Вапцаров“ в Благоевград, България е училище с дългогодишна история и традиции в обучението на професионални кадри от областта на електротехниката и електрониката. В гимназията се обучават ученици от осми до дванадесети клас, а за придобиване на професионална квалификация по професията е въведен допълнителен тринадесети клас.
Гимназията е разположена на бул. „Иван Михайлов“ № 62.

## История
- 1962 г. – откриване на Професионално – техническо училище по металообработване „Никола Вапцаров“.
- 1966 г. – започва строеж на собствена сграда.
- 1967 г. – преобразуване в средно професионално-техническо училище по машиностроене.
- 1975 г. – преобразуване в Техникум по електротехника „Никола Вапцаров“.
- 1980 г. – откриват се паралелки за ЕСПУ и учебно-професионален комплекс.
- 2003 г. – преименува се в Професионална гимназия по електротехника и електроника „Никола Вапцаров“.

## Материална база
Гимназията разполага както с кабинети за общо-образователните дисциплини, така и с разработени учебни лаборатории по специалните дисциплини, фитнес зала, библиотека и училищен двор.